# Rio Cachoeirinha
Rio Cachoeirinha är ett vattendrag i Brasilien.   Det ligger i delstaten São Paulo, i den sydöstra delen av landet, 500 km söder om huvudstaden Brasília.
Omgivningarna runt Rio Cachoeirinha är en mosaik av jordbruksmark och naturlig växtlighet. Runt Rio Cachoeirinha är det glesbefolkat, med 9 invånare per kvadratkilometer.